# Serra do Estêvão
Serra do Estêvão är en kulle i Brasilien.   Den ligger i kommunen Choró och delstaten Ceará, i den östra delen av landet, 1 500 km nordost om huvudstaden Brasília. Toppen på Serra do Estêvão är 574 meter över havet.
Terrängen runt Serra do Estêvão är huvudsakligen kuperad, men åt nordväst är den platt. Närmaste större samhälle är Quixadá, 16,9 km sydost om Serra do Estêvão. 
Omgivningarna runt Serra do Estêvão är huvudsakligen savann. Runt Serra do Estêvão är det ganska glesbefolkat, med 29 invånare per kvadratkilometer.